# Major League Baseball 2K10
Major League Baseball 2K10 ou MLB 2K10 est un jeu vidéo de baseball sous licence MLB publié par 2K Sports. MLB 2K10 est disponible sur Windows, Xbox 360, PlayStation 3, PlayStation 2, PlayStation Portable, Wii et Nintendo DS. Le jeu est sorti en mars 2010 aux États-Unis.

## Nouveautés
La nouveauté principale est la fonction "My Player", un mode carrière dans lequel le joueur dirige la carrière d’un joueur des ligues mineures aux ligues majeures. D'autres fonctionnalités du jeu précédent ont été améliorées ou modifiées, notamment les frappes et le lancer. Le jeu propose également une fonction "MLB Today", un téléscripteur en ligne qui retrace les actualités et les résultats de la Ligue majeure de baseball. Avec la fonctionnalité "Aujourd'hui", le joueur également refaire les matchs de la vraie MLB. Par exemple, si les Yankees de New York jouent contre les Red Sox de Boston et que CC Sabathia lance, il jouera dans le jeu avec le même alignement que celui utilisé.

## Reception
MLB 2K10 a reçu des critiques mitigées à positives. Michael Lafferty de GameZone a attribué 7/10 au jeu en déclarant : "Auparavant, la série de 2K était entravée par de nombreuses petites choses. Les développeurs ont évidemment mis beaucoup de temps à améliorer le gameplay général et cela se voit. Les nouveaux modes sont amusants mais il reste des bugs à régler, et il existe des zones où les erreurs sont tout simplement contraires à l'esprit baseball. En apparence, le baseball semble un jeu simple, mais pour le fan de baseball, les niveaux de complexité sont ce qui font la Ligue majeure de baseball".

## Bande sonore
- Social Distortion - "Bad Luck"
- Tantric - "Down and Out"
- Black Keys - "Your Touch"
- Black Crowes - "Go Faster"
- Daughtry - "Every Time You Turn Around"
- Cage the Elephant - "Judas"
- Jet - "Start the Show"
- Iggy Pop - "Lust for Life"
- Boss Martians - "Hey Hey Yeah Yeah"
- Hotel St. George - "It’s the Blues"
- LCD Soundsystem - "Time to Get Away"
- Phoenix - "Lisztomania"
- The Sugarhill Gang - "Rapper's Delight"
- Black Sheep - "The Choice is Yours"
- Ryan Adams - "Magick"
- Pearl Jam - "The Fixer"